# Maloclusió
La maloclusió és una mala relació o alineació incorrecta entre les dents de l'arcada dental superior i la inferior quan s'ajunten al tancament de les mandíbules. El terme va ser creat per Edward Angle, el "pare de l'ortodòncia moderna", com a derivat d’oclusió. La maloclusió es refereix a la forma en què contacten les dents de les arcades oposades (Mal + oclusió = "oclusió incorrecta").
La classificació de la maloclusió es basa en la relació de la cúspide mesiobucal de la primera molar maxil·lar i la fossa bucal de la primera molar mandibular. Si aquesta relació molar existeix, llavors les dents poden alinear-se amb una oclusió normal. Segons Angle, la maloclusió és qualsevol desviació de l'oclusió ideal. No obstant, l'avaluació de la maloclusió també hauria de tenir en compte l'estètica i l'impacte en la funcionalitat. Si aquests aspectes són acceptables pel pacient malgrat complir la definició teòrica de maloclusió, llavors el tractament pot no ser necessari.

## Causes
L'etiologia de la maloclusió és d’alguna manera polèmica. Tanmateix, per tal de simplificar-ho, es diu que és per causes multifactorials, amb influències tant genètiques com ambientals. La maloclusió ja era present en un dels fòssils d’homínids del jaciment Skhul i Qafzeh i en d'altres cranis humans prehistòrics. Hi ha tres factors causants generalment acceptats:
Factors esquelèticsla mida, forma i posició entre si dels maxil·lars superior i inferior. Les variacions poden ser causades per hàbits o bé factors ambientals, com els músculs de masticatoris, la respiració oral nocturna, o per una fissura labiopalatina.
Factors muscularsla forma i funció dels músculs que envolten les dents. Això es podria reforçar per hàbits com la succió del dit, el mossegar-se les ungles, el xumet i l'empemta lingual
Factors dentalsla mida de les dents amb relació a la dels maxil·lars. La pèrdua prematura de dents temporals, la qual dona lloc a un augment de l'espai o bé una migració mesial que causa apinyament i desviació de la trajectòria i cronologia anormal d'erupció de les dents definitives, dents de més (supernumeràries), o una falta anormal de dents (agenèsia, hipodòncia). No hi ha una sola causa de maloclusió i a l'hora de fer el pla de tractament ortodòntic, sovint és útil considerar els factors esmentats i l’impacte exercit per cadascun en la malaoclusió. Tots aquests factors, poder estar també influïts per hàbits orals i per la pressió exercida a les peces dentàries de manera que provoquin una maloclusió.

### Factors dentals i hàbits
En el creixement actiu esquelètic, la respiració oral, la succió del dit, el xumet, l'onicofàgia (mossegar-se les ungles), dermatofàgia (mossegar-se les pells), mossegar bolígrafs i llapis, les postures anòmales, els trastorns de deglució i altres hàbits influeixen negativament en el desenvolupament dels arcs facials i dentals. El xumet, com a hàbit de succió perllongada, està relacionat amb la otitis mitjana. La càries dental, la inflamació periapical i la pèrdua prematura de dents temporals poden alterar la correcta erupció de les dents permanents.

### Dentició temporal vs definitiva
La maloclusió pot ocórrer tant en dentició temporal com en la dentició definitiva.
En la dentició temporal, la maloclusió és causada per:
- Mal desenvolupament dels teixits dentoalveolars.
- Supradesenvolupament dels ossos al voltant de la boca
- Fissura labiopalatina.
- Nombre excessiu de dents (supernumeràries).
- Erupció i desenvolupament anòmal de les dents. En la dentició definitiva, la maloclusió és causada per:
- Malaltia periodontal.
- Supraerupció de les dents.
- Pèrdua prematura i congènita de les dents.

## Signes i símptomes
La maloclusió és actualment molt freqüent tot i que no sol ser suficientment seriós com per a un tractament. Les persones amb severes maloclusions, que formen part d’anomalies craniofacials, poden requerir tractaments ortodòntics i a vegades cirurgia (cirurgia ortognàtica) per tal de corregir aquest problema.
L'objectiu final del tractament ortodòntic és aconseguir una alineació estable, funcional i estètica de les dents que serveixi per millorar la salut dels pacients tant a nivell dental com general. Els símptomes que apareixen com a resultat d’una maloclusió deriven d’una deficència en una o més de les següents categories. Els símptomes són els següents:
Desmineralització de les dents (càries)Les dents mal alineades fan que sigui més difícil mantenir la higiene oral. Els nens amb mala dieta i higiene oral estan sotmesos a un risc superior.
Malaltia periodontalles dents mal alineades obstaculitzen el mantenir una bona higiene dental, fet que es tradueix en un control deficient de la placa dental. A més, quan les dents estan apinyades, algunes poden trobar-se en posicions massa vestibularitzades o lingualitzades, fet que disminueix l’os i, per tant, el suport periodontal. En aquesta mateixa línia, en les maloclusions de classe III, les dents anteriors mandibulars són empeses labialment, fet que contribueix a la recessió gingival i afebleix el suport periodontal.
Traumatisme a les dents anteriorsles persones amb ressalt a les peces, tenen un major risc de traumatisme. Un revisió sistemàtica va concloure que un ressalt superior a 3 mm, duplica el risc de traumatisme.
Funció mastegadorales persones amb la mossegada oberta a les peces anteriors, sobremossegada i ressalt invertit i hipodòncia, tenen més dificultats a l'hora de mastegar.
Trastorns de la parlala manca de contacte entre les incisives superiors i les inferiors pot comportar trastorns fonètics que es poden corregir amb ortodòncia. No obstant, altres formes d'apinyament i mal alineament de les peces dentals tindran poc impacte en la parla, i el tractament ortodòntic poc aportarà a la seva correcció.
Impacte dentalen aquesta situació les dents poden causar reabsorció de les arrels de les dents adjacents, i d'altres patologies, com per exemple la formació de quists dentígen.
Benestar psicosocialLes maloclusions que alteren l'estètica poden tenir un efecte significatiu en l'autoestima. Aquest aspecte és subjectiu i pot variar segons la cultura i les influències racials. Les maloclusions dentals poden produir desharmonia esquelètica facial perquè la relació entre els maxil·lars superior i inferior no és l’apropiada. Aquesta desharmonia esquelètica sovint distorsiona la forma de la cara del pacient i n'afecta greument l'estètica. Poden anar acompanyades de problemes al mastegar o de la parla. La majoria de les maloclusions esquelètiques només es poden tractar amb cirurgia ortognàtica.

## Classificació
Depenent de les relacions sagitals entre les dents i els maxil·lars, les maloclusions es poden dividir principalment en tres tipus segons el sistema de classificació d’Angle publicat el 1899. No obstant, també hi ha altres condicions, com per exemple l'apinyament de les dents que no s'ajusta directament a aquesta classificació.
Molts autors han intentat modificar o substituir la classificació d'Angle. Això ha donat lloc a molts subtipus i nous sistemes (vegeu la secció següent: revisió del sistema de classes d'Angle).
Una mossegada profunda (també coneguda com a Maloclusió de Tipus II) té lloc quan les dents superiors es superposen a les dents inferiors, fet que pot resultar en traumatismes als teixits durs i tous, a més d’afectar l'aparença. La sobremossegada és present en el 15-20% de la població dels Estats Units. La mossegada oberta es caracteritza per una completa manca de superposició i oclusió entre les incisives superiors i les inferiors. En els nens, la succió perllongada del dit pot ser la causa de la mossegada oberta. Els pacients acostumen a presentar una parla i masticació deteriorades.

### Sobremossegada
Es tracta d'una mesura vertical del grau de superposició entre les incisives maxil·lars i les mandibulars. Hi ha tres característiques que s'analitzen a l'hora de classificar una sobremossegada:
Grau de superposició: vora a vora, reduïda, mitjana o augmentada.
Completa o incompleta: si hi ha contacte o no entre les dents inferiors i superiors, i els teixits tous (paladar dur o geniva).
Si el és traumàtic o no. La sobremossegada mitjana és quan les dents anteriors superiors cobreixen un terç de les dents inferiors. Si cobreixen menys d'un terç es descriu com a «sobremossegada reduïda». Si ho fan més d'un terç s'anomena sobremossegada augmentada. En els casos en què no hi ha superposició ni contacte entre les dents superiors i inferiors, es considera «mossegada oberta anterior».

### Mètode de Classificació d'Angle

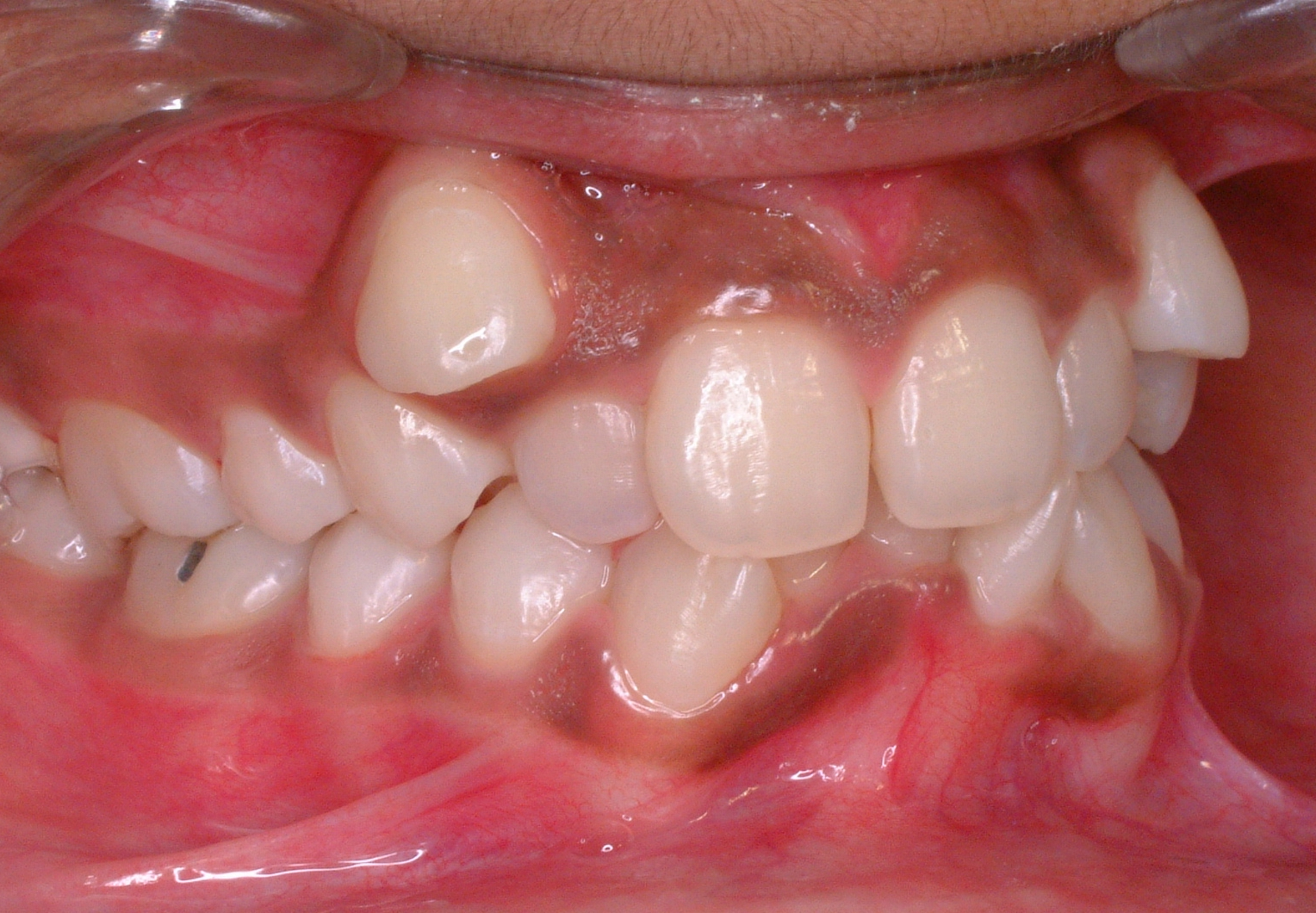
Classe I amb apinyament sever i erupció vestibular de les canines

Edward Angle és considerat el pare de l'ortodòncia moderna, i va ser el primer a classificar les maloclusions. Basà la seva classificació en la posició relativa de la primera molar maxil·lar. Segons Angle, la cúspide mesiovestibular de la primera molar superior hauria d'alinear-se amb el solc vestibular de la primera molar mandibular. Totes les dents haurien d'estar alineades seguint la línia d'oclusió que, en l'arc superior, és una corba suau que travessa les fosses centrals de les dents posteriors fins al cíngol de les canines i les incisives; i a l'arc inferior, és una corba suau que travessa les cúspides vestibulars de les dents posteriors fins a les vores incisives de les dents anteriors. Qualsevol variació d'aquesta definició es un considera un tipus de maloclusió. També és possible tenir diferents tipus de maloclusió al costat dret i a l'esquerre.

### Classe I
Neutroclusió. La relació molar de l'oclusió és normal, però la línia d'oclusió està alterada. La primera molar maxil·lar està ben posicionada, però les altres dents tenen alteracions com els diastemes, l'apinyament, la sobre o sub erupció, etc.

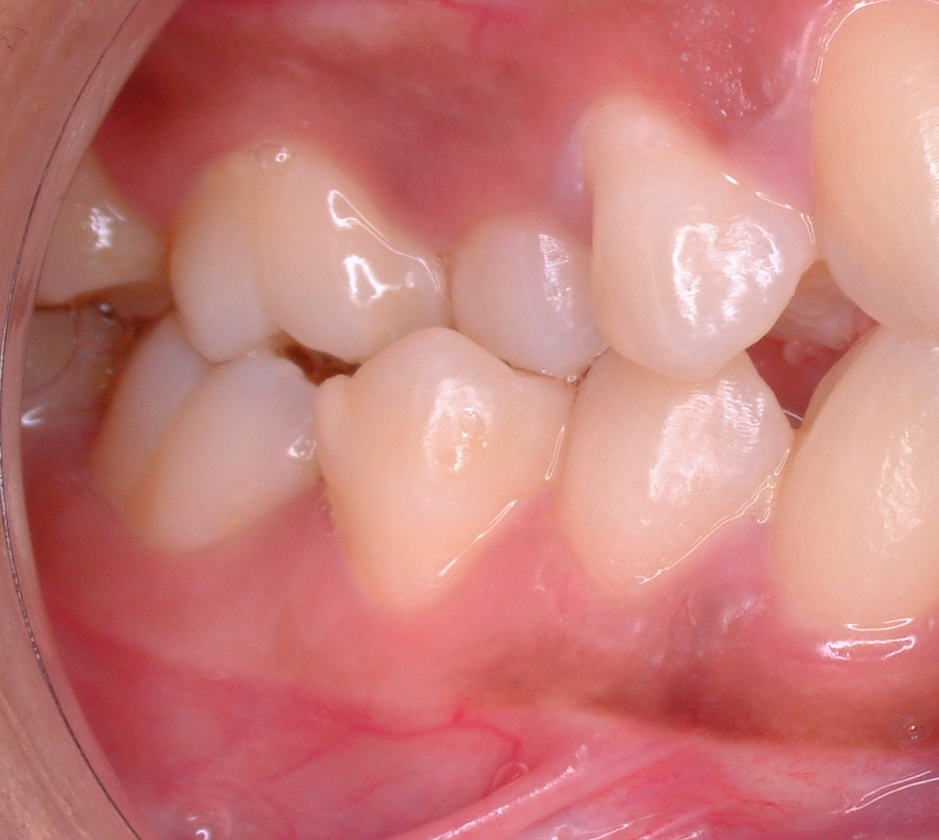
Relació molar de classe II

Classe II: Distoclusió (retrognatisme, ressalt, sobremossegada) en aquesta situació, la cúspide mesiovestibular de la primera molar superior no està alineada amb la ranura mesiovestibular de la primera molar inferior, En cas contrari, és anterior. Normalment, la cúspide mesiovestibular descansa entre la primera molar mandibular i la segona premolar. Hi ha dues subdivisions:

### Classe II divisió 1
Les relacions molars són com les de classe II i les dents anteriors estan sobresortides.

### Classe II divisió 2
Les relacions molars són de classe II però les centrals estan verticalitzades i les dents laterals es superposen a les centrals

### Classe III
Mesioclusió (prognatisme, mossegada creuada anterior, ressalt negatiu, mossegada inversa) en aquest cas les molars superiors no es col·loquen a la fossa mesiovestibular sinó posteriorment a aquesta. La cúspide mesiovestibular de la primera molar maxil·lar és a la part posterior a la fossa mesiovestibular de la primera molar mandibular. Es veu sovint quan les dents frontals inferiors són més prominents que les frontals superiors. En aquest cas, el pacient sovint té un gran mandíbula o un os maxil·lar curt

### Revisió de la classificació d'Angle i sistemes alternatius
Un desavantatge important de classificar les maloclusions segons el sistema d'Angle és que només té en compte la visió bidimensional al llarg de l'eix sagital en la dentició definitiva. tot i que les maloclusions són, en principi, tridimensionals. No es tenen en compte les desviacions en altres eixos espacials, desviacions asimètriques, problemes funcionals i altres característiques relacionades. Un altre defecte de la classificació d'Angle és la falta d'una base teòrica per aquest sistema de classificació purament descriptiu. Entre els punts febles més debatuts del sistema es el fet que només considera l'oclusió estàtica, i que no té en compte el desenvolupament i l'etiologia dels problemes d'oclusió, i ignora les proporcions (o relacions en general) de les dents i la cara. Per tots aquests motius, s'han fet nombrosos intents per modificar la classificació d'Angle o substituir-la completament per una classificació més eficient, però, la classificació d'Angle continua essent la prevalent, gràcies a la seva simplicitat i claredat. Les modificacions més conegudes de la classificació d'Angle es remunten a Martin Dewey (1915) i Benno Lischer (1912, 1933). Altres sistemes alternatius han estat suggerits, entre d'altres, per Simon (1930, el primer sistema de classificació tridimensional), Jacob A. Salzmann (1950, amb un sistema de classificació basat en les estructures esquelètiques) i James L. Ackerman i William R. Proffit (1969).

### Classificació incisal
A més de la relació molar, la Classificació d’Estandards de l'Institut Britànic també classifica la maloclusió segons les relacions incisal i canina.

#### Classe I
Les vores incisals de les incisives inferiors tenen o gairebé tenen contacte oclusal amb el cíngol de les centrals superiors.

#### Classe II
Les vores de les incisives inferiors es troben darrere del cíngol de les incisives superiors.
Divisió 1: les incisives centrals superiors estan inclinades dins els valors estàndards, o de manera excessiva, provocant un augment del ressalt.
Divisió 2: les incisives centrals superiors estan verticalitzades. El ressalt sol ser mínim o pot incrementar.

#### Classe III
Les vores incisals de les incisives inferiors són anteriors al cíngol de les superiors. El ressalt està reduït o invertit.

### Relació canina

#### Classe I
La vessant mesial de la canina superior coincideix amb la distal de la inferior

#### Classe II
La vessant mesial de la canina superior està per davant de la distal de la inferior.

#### Classe III
La vessant mesial de la canina superior està darrere de la distal de la inferior.

## Apinyament dental
L'apinyament es defineix per la quantitat d'espai que seria necessari perquè les dents estiguessin en alineació correcta. Es pot calcular de dues maneres: 1) Mesurant la quantitat d'espai necessari i restant-lo de la quantitat d'espai disponible calculat mitjançant l’amplada de les dents. O 2) Mesurant el grau de superposició de les dents.
S'utilitzen els següents criteris: 0-4mm = apinyament lleuger
4-8 mm = apinyament moderat
>8 mm = apinyament sever

### Causes
Factors genètics (hereditaris), dents sobrants, pèrdua dental, agenèsies, dents impactades o anòmales, es consideren les causes de l'apinyament. Empastaments dentals en mal estat, les corones, les pròtesis, les retencions, els brackets, i el mal alineament maxil·lar després d'una greu fractura, també causen apinyament. Altres causes identificades són els tumors orals i maxil·lars, la succió perllongada del dit gros, la interposició lingual en deglució atípica, la utilització del xumet després dels tres anys i la utilització perllongada de l’ampolla. La manca d’activitat masticatòria durant el desenvolupament pot causar l’apinyament. Els nens que mastegaven un xiclet dur durant dues hores al dia, mostraven un augment del creixement facial. Experiments amb animals han demostrat resultats similars. En un experiment realitzat en dos grups de rosegadors, uns alimentats amb la versió endurida i els altres amb la versió tova dels mateixos aliments, els nodrits amb dieta tova tenien cares significativament més estretes i curtes així com mandíbules més curtes i fines que els nodrits amb la dura. Un estudi del 2016 concluïa que la lactància materna pot disminuir la incidència de maloclusions que es desenvolupen més tard en infants en creixement. Durant la transició a l'agricultura, la forma de la mandíbula humana passà per una sèrie de canvis. La forma de la mandíbula estigué sotmesa a un sèrie de canvis complexos de forma independent a les dents fet que explica la incongruència entre la forma dental i la mandibular. Aquests canvis en els cranis humans poden haver estat "forçats per la disminució de les forces masticatòries necessàries per mastegar els aliments processats, que es consumien quan els humans començaren a conrear diferents tipus de cereals, a munyir i a criar animals ara fa uns 10.000 anys."

### Tractament
El tractament ortodòntic de les maloclusions dentals inclou els brackets convencionals, els brackets linguals, els alineadors transparents i en ocasions els expansors del paladar. Per tal d’emmascarar els casos lleus, es poden aplicar tractaments estètics com poden emmascarar-se amb tractaments estètics com les xapes.

## Tractament
La maloclusió dental sovint es tracta amb ortodòncia, com l'extracció de dents, alineadors transparents o brackets seguit d’una modificació de creixement en els nens o cirurgia mandibular (cirurgia ortognàtica) en adults. La intervenció quirúrgica només s'utilitza en ocasions molt concretes. Aquestes intervencions poden incloure la remodelació quirúrgica per allargar o escurçar la mandíbula. Plaques, cargols i altres dispositius poden utilitzar-se per fixar los mandibular, d'una manera similar a l'estabilització quirúrgica de les fractures de mandíbula. Molt poques persones tenen una alineació "perfecta" de les dents amb una majoria de problemes lleus que no necessiten tractament.

### Apinyament
L'apinyament de les dents es tracta amb ortodòncia, i sovint amb l'extracció de dents, alineadors transparents o brackets seguit d’una modificació de creixement en els nens o cirurgia mandibular (cirurgia ortognàtica) en adults. La cirurgia només s'utilitza en ocasions molt concretes. Aquestes intervencions poden incloure la remodelació quirúrgica per allargar o escurçar la mandíbula (cirurgia ortognàtica) Plaques, cargols i altres dispositius poden ser utilitzats per fixar los mandibular, d'una manera similar a l'estabilització quirúrgica de les fractures de mandíbula. Molt poques persones tenen les dents «perfectament» alineades. Tanmateix, la majoria de problemes són menors i no requereixen tractament.

### Classe I
Tot i que el tractament no és crucial en les maloclusions de classe I, en casos severs d'apinyament, es pot indicar la intervenció. Alguns estudis indiquen que l'extracció de dents pot tenir beneficis per corregir la maloclusió en alguns individus. És necessària més recerca atès que l’apinyament recurrent es confirma en altres proves clíniques.

### Classe II
Algunes opcions de tractament per a les maloclusions de classe II inclouen:
Aparells funcionals que mantenen la mandíbula en una posició ideal per influir en la musculatura orofacial i el desenvolupament dentoalveolar previ a la teràpia d’aparell fixe. Aquesta pràctica és ideal durant el creixement pubertal en nens pre-adolescents i l’aparell fixe durant la dentició permanent. Entre els diferents tipus d'aparells funcionals extraïbles hi ha l'Activador, el Bionatar, l’Activador d’Obertura Mitjana, l'aparell de Herbst, l'aparell de Frankel i el Twin block essent aquest darrer el més utilitzat.
També s'utilitzen els arcs extraorals per modificar el creixement i redirigir el creixement maxil·lar.
El tractament ortodòntic de camuflatge és el que es duu a terme per a amagar la discrepància òssia i que no sigui aparent a simple vista.
Cirurgia ortognàtica: L'avanç mandibular sagital es duu a terme mitjançant osteotomia quan el creixement ossi ja s'ha completat. S'utilitza pels casos en els que la discrepància esquelètica és severa a nivell antero-posterior i/o vertical. Cal tractament amb aparatologia d'ortodòncia fixa abans, durant i després de la cirurgia.
Aparells removibles superiors: en tractaments actuals dels ressalts pronunciats. La majoria s'utilitzen per a classes II molt lleugeres, ressalts deguts a una inclinació excessiva de les incisives superiors, favorables de la sobremossegada.

#### Classe II Divisió 1
Segons estudis de baixa a moderada evidència, suggereixen que proporcionar tractament ortodòntic precoç als nens amb les dents frontals superiors prominents (classe II divisió 1) és més eficaç per reduir la incidència del traumatisme incisiu, que esperar i realitzar tractament ortodòntic a l'adolescència. No sembla haver cap altre avantatge en proveir tractament precoç quan es compara amb tractament tardà. L'evidència de baixa qualitat suggereix que, el tractament tardà en adolescents amb aparells funcionals és efectiu per reduir la prominència de les dents frontals superiors.

#### Classe II Divisió 2
El tractament aplicat és l’ortodòncia amb aparells fixes com els brackets. Tot i el tractament, no hi ha evidència a les proves clíniques que recomani o no qualsevol tipus de tractament ortodòntic en nens. Una revisió sistemàtica de Cochrane de 2018 anticipà que la base de proves que donen suport a aquest tipus de temptativa de tractament, no sembla millorar l'oclusió, a causa de la baixa prevalença de la condició i les dificultats ètiques en reclutar a persones a participar en assajos aleatoritzats controlats per tractar aquesta condició.

### Classe III
L'Institut d'Estàndard Britànic (ISB) classifica la relació de classe III incisal com «la vora de les incisives inferiors es troba per davant del cíngol de les incisives superiors, amb un ressalt disminuït o invertit». La deformació facial esquelètica es caracteritza per prognatisme mandibular, retrognatisme maxil·lar, o una combinació d’ambdós. Aquesta deformació facial esquelètica afecta entre el 3-8% de la població britànica amb una incidència més alta a l’Àsia. Una de les principals raons per corregir la maloclusió de classe III són l'estètica i la funció. La classe III pot tenir un impacte psicològic en la persona amb maloclusió perquè pot provocar problemes en la parla, masticació i respiració. En els casos poc severs de classe III, el pacient accepta força l'estètica i la situació és monotoritzada per observar la progressió del creixement de l'esquelet. Els canvis maxil·lars i mandibulars durant la prepubertat, la pubertat i la postpubertat mostren que la maloclusió de classe III s'estableix abans de la prepubertat. Una opció de tractament és l'ús d'aparells de modificació del creixement com la mentonera, la qual ha millorat força el marc esquelètic durant les etapes inicials. No obstant això, la majoria dels casos demostren una reincidència en l’herència de la maloclusió de classe III durant el creixement pubertal i quan l’aparell es treu després del tractament. Una altra aproximació del tractament és la de dur a terme una cirurgia ortognàtica, com ara l'ostotomia sagital (BSSO), la qual està indicada per excés mandibular horitzontal. Aquesta intervenció implica tallar quirúrgicament la mandíbula i desplaçar el fragment cap endavant o cap enrere per aconseguir la funció i es complementa amb un tractament ortodòntic pre i post quirúrgic per assegurar una relació dental correcta. Cal tenir en compte que la cirurgia més comuna de la mandíbula, comportar diverses complicacions que inclouen: hemorràgia de l'artèria alveolar inferior, seccions desfavorables, resorció condilar, necrosi avascular i l'empitjorament de l'articulació temporalandibular. També es pot utilitzar l’ortodòncia de camuflatge en pacients amb discrepàncies esquelètiques poc severes. Aquest és un tractament menys invasiu, que utilitza bràquets per corregir la maloclusió i intenta amagar la discrepància esquelètica. A causa de les limitacions de l'ortodòncia, aquesta opció és més viable pels pacients que no estiguin especialment preocupats per l'estètica o la seva aparença facial i que estiguin satisfets d'abordar només la maloclusió dental i evitar els riscos que pot comportar una cirurgia ortognàtica.

### Mossegada profunda
Els tractaments correctius a disposició més comuns són els aparells fixos o extraïbles (com els brackets), que poden requerir o no intervenció quirúrgica. Actualment no hi ha evidència científica sòlida que corrobori l'èxit del tractament.

### Mossegada Oberta
Una maloclusió de mossegada oberta té lloc quan les dents superiors no se superposen a les dents inferiors. Quan aquesta maloclusió es produeix a les dents frontals es coneix com mossegada oberta anterior. Una mossegada oberta és difícil de tractar a causa de la seva etiologia multifactorial, i és la recaiguda la major preocupació. Aquest fet és especialment rellevant per les mossegades obertes anteriors. Per tant, és important realitzar una avaluació inicial exhaustiva amb la finalitat d'obtenir un diagnòstic per tal d’adaptar un pla de tractament adequat. És important tenir en compte qualsevol factor de risc habitual, ja que això és crucial per un resultat satisfactori sense reincidència. El pla de tractament inclou canvis d'hàbits, aparells i cirurgia. El tractament pels adults, normalment, inclou una combinació d'extraccions, aparells fixos, elàstics intermaxil·lars i cirurgia ortognàtica. Pels nens, l'ortopèdia orofacial s'utilitza per corregir el creixement ossi. Alguns professionals defensen que en la dentició mixta dels nens, la maloclusió podria resoldre's pel seu compte a mesura que les dents permanents surten. A més, si la maloclusió és causada per hàbits infantils com la succió digital o del xumet, es pot resoldre si l’hàbit s'atura. Els aparells dissuasius d'hàbits són utilitzats per alguns professionals per intentar ajudar a abandonar els hàbits de succió. Altres opcions de tractament pels pacients en creixement inclouen aparells funcionals i extraorals.

## Discrepància ossiodental
Identificar la presència de discrepàncies de la mida de les dents entre els maxil·lars i les arcades mandibulars és un component important del diagnòstic ortodòntic i la correcta planificació del tractament.
Per establir un alineament adequat i una correcta oclusió dental, la mida de les dents superiors i inferiors frontals o en general ha de ser proporcional. La discrepància entre la mida de la dent i la mida de l'arcada òssia (ITSD) es defineix com una desproporció en les dimensions mesio-distals de les dents de les arcades dentals antagòniques. La prevalença actual és prou significativa entre els pacients ortodòntics i s'ha detectat que oscil·la entre el 17% i el 30%. Identificar la discrepància (DSTI) de la mesura de la dent de l’arcada abans de començar el tractament permet al professional desenvolupar un pla de tractament que tingui en compte la DSTI. El tractament correctiu de DSTI pot implicar la reducció interproximal (stripping), l'augment mesiodistal de les dents (corones i resines), o l'eliminació (extraccions) de la massa dental abans de la finalització del tractament. Per a determinar l'ITSD s'utilitzen diversos mètodes. El més utilitzat és l'anàlisi de Bolton. Bolton va desenvolupar un mètode per calcular la relació entre l'amplada mesio-distal de les dents maxil·lars i mandibulars i va determinar que només és possible una oclusió correcta i harmoniosa si es dona una proporció adequada de la mida dental i òssia. La fórmula de Bolton conclou que si al terç anterior la proporció és inferior al 77,2%, les dents inferiors són massa estretes, les dents superiors són massa amples o hi ha una combinació d'ambdues. Si la proporció és superior al 77,2% o bé les dents inferiors són massa amples, o les dents superiors són massa estretes o hi ha una combinació d'ambdues.

## Altres alteracions

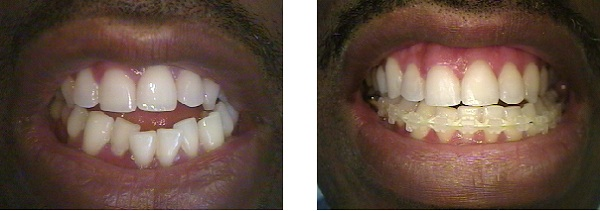
Tancament parcial de la mossegada creuada, després de 8 mesos de tractament amb brackets

Altres tipus de maloclusions poden ser degudes a discrepàncies esquelètiques horitzontals, verticals o transversals, incloent-hi les asimetries esquelètiques.
L'augment del creixement vertical causa un perfil facial llarg i normalment acompanya una maloclusió de mossegada oberta, mentre que el creixement facial vertical disminuït causa un perfil facial curt i s'associa a una maloclusió de sobremossegada. No obstant, hi ha moltes altres causes que provoquen mossegades obertes com la interposició lingual en deglució atípica i la succió perllongada, de la mateixa manera que amb les sobremossegades. Tant el maxil·lar superior com l'inferior poden tenir un creixement excessiu (macrognàtia) o insuficient (micrognàtia). S'ha vist que en la majoria dels casos, els pacients amb micrognàtia també es veuen afectats per retrognàtia (posició anormal posterior de la mandíbula dins l'estructura facial). Els pacients amb aquestes característiques estan especialment predisposats a una maloclusió de classe II. La macrognàtia mandibular dona lloc al prognatisme i predisposa els pacients a una maloclusió de classe III. La majoria dels estudis de maloclusió realitzats fins avui dia s'han centrat en les maloclusions de classe III. Els estudis genètics de maloclusions de classe II i de classe I són actualment menys comuns. Un exemple de prognatisme mandibular hereditari es pot veure entre la família Reial Hapsburg on un terç dels individus afectats amb maloclusió greu de classe III tenien un dels pares amb un fenotip similar. La freqüent presentació de maloclusions dentals en pacients amb síndromes i defectes craniofacials és el que dona especial suport a l'etiologia genètica. Es calcula que uns 150 gens estan associats amb alteracions craniofacials que presenten maloclusions. La micrognàtia pot ser també un defecte de naixement a nivell craniofacial freqüent en diverses síndromes.
Pels pacients amb maloclusions greus, la cirurgia correctiva ortognàtica es pot dur a terme com a part del tractament global. La seva prevalença és aproximadament el 5% de la població general.